# Gualberto do Rosário
Gualberto do Rosário (n. Mindelo, Cabo Verde, 12 de octubre de 1950) es un político caboverdiano que fue Primer ministro de Cabo Verde entre el 29 de julio de 2000 tras la renuncia de Carlos Veiga, siendo ratificado en el cargo el 5 de octubre, y el 1 de febrero de 2001, cuando fue suplantado por José Maria Neves. Fue líder del Movimiento para la Democracia, uno de los dos principales partidos políticos del país. Anteriormente fue Ministro de Agricultura.

## Carrera política
El 11 de mayo de 1998, fue nombrado vice primer ministro del país por Carlos Veiga. En el momento de su nombramiento, do Rosario fue el ministro de Coordinación Económica. El 29 de julio de 2000, Veiga renunció a su cargo de Primer ministro y líder de su partido (Movimiento para la Democracia para poder presentarse en las elecciones presidenciales. Do Rosário lo suplantó como líder del partido y ejerció interinamente el cargo de Primer ministro hasta ser ratificado en el cargo el 5 de octubre.
En las elecciones de 2001, el MpD perdió su mayoría parlamentaria frente al Partido Africano de la Independencia de Cabo Verde. Por su parte, Veiga perdió las elecciones presidenciales por un margen sumamente estrecho (de tan solo 12 votos en total). Do Rosário entregó el cargo de primer ministro a José Maria Neves, del PAICV, el 1 de febrero. Ese mismo año, renunció como líder del partido y entregó el liderazgo a Filomena Delgado. En febrero de 2008, se presentó como candidato independiente para el Consejo Municipal de San Vicente.